# GC Lamia
GC Lamia – grecki męski klub siatkarski z miejscowości Lamia. Założony został w 1976 roku. Obecnie występuje w najwyższej klasie rozgrywek klubowych w Grecji (A1).

## Historia

### Rozgrywki krajowe
| 02 | 03 | 04 | 05 | 06 | 07 | 08 | 09 | 10 |
| -- | -- | -- | -- | -- | -- | -- | -- | -- |
| A2 | A2 | A2 | A2 | A1 | A1 | A1 | A1 | A1 |
| 3  | 5  | 5  | 1  | 7  | 5  | 4  | 7  | 4  |

### Rozgrywki międzynarodowe
| Sezon     | Rozgrywki        |
| --------- | ---------------- |
| 2007/2008 | Puchar Challenge |
| 2008/2009 | Puchar CEV       |
| 2010/2011 | Puchar CEV       |

## Medale, tytuły, trofea
brak

## Kadra w sezonie 2009/2010
- Pierwszy trener:  Dimitris Andreopoulos

| Nr | Imię i nazwisko         | Data ur. | Wzrost | Pozycja      |
| -- | ----------------------- | -------- | ------ | ------------ |
| 1  | Giannis Haritonidis     | 1978     | 185    | rozgrywający |
| 2  | Thanos Marulis          | 1988     | 188    | rozgrywający |
| 3  | Dimitris Gruspas        | 1989     | 180    | libero       |
| 4  | Alan Kommel             | 1982     | 192    | przyjmujący  |
| 5  | Aleksandros Panurgias   | 1973     | 190    | środkowy     |
| 6  | Hristoforos Hristofidis | 1982     | 201    | środkowy     |
| 7  | Theodosis Papadimitriu  | 1986     | 183    | libero       |
| 8  | Branco Rolić            | 1981     | 199    | przyjmujący  |
| 11 | Ntinos Anagnu           | 1990     | 190    | przyjmujący  |
| 12 | Kostas Karbunis         | 1986     | 180    | libero       |
| 14 | Panagiotis Pelekudas    | 1989     | 200    | libero       |
| 15 | Curt Toppel             | 1980     | 205    | atakujący    |
| 17 | Giorgos Sfendylakis     | 1988     | 202    | środkowy     |
| 18 | Dimitris Rizopulos      | 1984     | 201    | przyjmujący  |